# Franz Anton von Kolowrat-Liebsteinsky
El Conde Franz Anton von Kolowrat-Liebsteinsky (en checo: František Antonín Kolovrat-Libštejnský; Praga, 31 de enero de 1778-Viena, 4 de abril de 1861) fue un noble bohemio y estadista austriaco de la Casa de Kolowrat. Como político liberal moderado, fue uno de los mayores oponentes del canciller de Estado, el príncipe Klemens von Metternich, durante la era del Vormärz. En la Revolución de Marzo de 1848, Kolowrat se convirtió en el primer Ministro-Presidente de Austria constitucional; no obstante, dimitió después de un mes en el cargo.

## Biografía
Nació y fue criado en la capital bohemia de Praga, vástago de una familia bohemia de la alta nobleza (la Casa de Kolowrat), cuyos ancestros ya habían servido bajo el emperador Luxemburgo Carlos IV. Habiendo terminado sus estudios en la Universidad Carolina, Franz Anton entró en el servicio civil austriaco en la administración del distrito de Beroun en enero de 1799. Durante las Guerras Napoleónicas alcanzó el puesto de stadtholder del emperador Habsburgo Francisco I de Austria en Praga y en 1810 se convirtió en Oberstburggraf del Reino de Bohemia. Al contrario que el Canciller Metternich, alentó el movimiento cultural checo y el movimiento cívico-nacional, ejemplificado con la fundación del Museo Nacional de Praga en 1818.
La rivalidad de Kolowrat con Metternich se intensificó cuando en 1826 el emperador lo llamó a Viena, donde fue elevado para encabezar el Consejo de Estado Austriaco, responsable de Interior y Finanzas. La tensión entre él y el canciller continuó: mientras Metternich favorecía un ejército fuerte, Kolowrat reducía el presupuesto militar. Después de la ascensión al trono del hijo incapaz de Francisco, Fernando I, en 1835, Kolowrat junto con Metternich lideró la Conferencia Secreta de Estado, de facto el gobierno del Imperio entre 1836 y 1848. No obstante, el continuo desacuerdo entre los dos líderes paralizó la política austriaca y en último término contribuyó al colapso del "sistema Metternich".
Al estallar las Revoluciones de 1848, Metternich tuvo que dimitir. Fue establecida una conferencia de ministros y Kolowrat asumió el recién creado puesto de ministro-presidente de Austria, que sin embargo abandonó después de solo un mes entre el 3-5 de abril, oficialmente por razones de salud.
Kolowrat se retiró a la vida privada; murió en Viena a la edad de 83 años. Con su muerte, la rama Liebsteinsky de la dinastía Kolowrat se extinguió.

## Condecoraciones
- Orden del Toisón de Oro
- Orden de Leopoldo
- Orden de San Andrés
- Orden de Santa Ana
- Orden de San Vladimir
- Orden del Águila Blanca
- Orden de San Alejandro Nevski
- Venerable Orden de San Juan